# Böhnhusen
Böhnhusen ist eine Gemeinde im Kreis Rendsburg-Eckernförde in Schleswig-Holstein.

## Geografie

### Geografische Lage
Das Gemeindegebiet von Böhnhusen erstreckt sich etwa 15 km südsüdwestlich von Kiel (Luftlinie) am Bachlauf der Spöck im nordwestlichen Teil des Naturraums Ostholsteinisches Hügel- und Seenland (Haupteinheit Nr. 702) im Bereich des mittlerweile weitgehend trockengelegten Kirchenmoores und Techelsdorfer Moores. Die Dorflage wird von der Spöck in ein Ober- sowie Unterdorf geteilt. Im Westen reicht die Gemarkung bis an die Obereider heran.

### Gemeindegliederung
Bei der Volkszählung in der Bundesrepublik Deutschland 1987 wurden die Einwohnerzahlen siedlungsgeografisch verschiedenen Wohnplätzen zugeordnet, die auch heute noch als ebensolche in amtlich-topographischen Kartenwerken vermerkt sind. Demnach bestehen in der Gemeinde, neben der namenstiftenden Dorflage, ebenfalls die Hofsiedlung Grünhof und die Haussiedlung Fiedelhof.

### Nachbargemeinden
Unmittelbar angrenzende Gemeindegebiete von Böhnhusen sind:
|             | Flintbek                                    |            |
| Grevenkrug  | Kompassrose, die auf Nachbargemeinden zeigt | Schönhorst |
| Techelsdorf | Reesdorf, Brügge                            | Bissee     |

## Geschichte
Böhnhusen wurde erstmals 1238 urkundlich erwähnt. Das Dorf war Anfang des 15. Jahrhunderts im Besitz der Familie von Wulf und wurde 1434 an das Kloster Bordesholm verkauft. Im Dreißigjährigen Krieg plünderten kaiserliche Truppen den Ort. Im Jahr 1657 wurden in Böhnhusen 6 Vollhufen und eine Kate gezählt.
Im Jahr 1908 wurden in der Schule 65 Schüler unterrichtet, außerdem gab es im Ort eine Schmiede, ein Wirtshaus, eine Wind- und Dampfmühle sowie mehrere Handwerker. Die Einwohnerzahl betrug 1910 244 und sank auf 196 im Jahr 1925 und 179 im Jahr 1933. Bei der Volkszählung 1939 zählt die Gemeinde Böhnhusen 462 Einwohner; der starke Anstieg ist vor allem dadurch zu erklären, dass die benachbarten Orte Schönhorst und Techelsdorf zu dieser Zeit zu Böhnhusen gehörten, ehe sie zum 1. April 1951 eigenständig wurden.
Nachdem Schleswig-Holstein 1867 preußische Provinz wurde, wurde Böhnhusen dem Kreis Kiel zugeordnet, der ab 1907 Kreis Bordesholm genannt wurde. Als dieser Kreis 1932 aufgelöst wurde, kam die Gemeinde zum Kreis Plön und am 26. April 1970 schließlich zum Kreis Rendsburg-Eckernförde.

## Politik

### Gemeindevertretung
Bei der Kommunalwahl am 14. Mai 2023 wurden insgesamt neun Sitze vergeben. Die Allgemeine Aktive Wählergemeinschaft Böhnhusen erhielt fünf Sitze und die Allgemeine Wählergemeinschaft Böhnhusen erhielt vier Sitze.

### Wappen
Blasonierung: „Von Grün und Gold gleichmäßig geteilt. Oben ein silberner Giebel, unten über einem blauen Wellenfaden zwei gestürzte, gekreuzte grüne Birkenzweige mit jeweils drei Blättern.“

## Wirtschaft und Verkehr
Die Wirtschaft in der Gemeinde ist überwiegend von der Urproduktion der Landwirtschaft geprägt, wobei in der Betriebsausrichtung die Milchwirtschaft vorherrschend ist. Die primär im sogenannten Oberdorf ansässigen kleinen Betriebe bewirtschaften aber auch einige Flurstücke ackerbaulich. Pferdeställe und eine tierärztliche Praxis für landwirtschaftliche Nutztiere und Pferde runden die lokal ansässige Agrardienstleistungstruktur ab. Daneben ist im Westen der Gemeinde am nördlichen Rand der Gemarkung ein Unternehmen der Kreislaufwirtschaft ansässig, das am Ort einen Recyclinghof mit Kompostierungsanlage betreibt.
Das Unterdorf besteht überwiegend aus in den 1960er Jahren und später errichteten Einfamilienhäusern, die primär Wohnzwecken dienen.
Das Straßendorf Böhnhusen liegt südlich von Großflintbek an der Kreisstraße 15 in ländlicher Umgebung. Weiter westlich führt die Bundesautobahn 215 über die höher gelegenen Endmoränenbereiche westlich des Tunneltals der Obereider von Kiel nach Neumünster zur Bundesautobahn 7. Östlich der Gemeinde ist aktuell die Bundesstraße 404 im Ausbau zur Bundesautobahn 21. Sie führt in südlicher Richtung weiter in den Raum Bad Segeberg.
Im Westteil des Gemeindegebietes führt die Bahnstrecke Hamburg-Kiel im Abschnitt zwischen Bordesholm und Flintbek durch die Gemarkung. Die nächstgelegenen Bahnhöfe befinden sich in den beiden genannten Orten. Hier halten im Schienenpersonennahverkehr (SPNV) die Züge der Regionalexpress-Linien 7 und 70 (letztere nur in Bordesholm).

## Persönlichkeiten
- Claus Gnutzmann (* 1946), Anglist und Didaktiker